# 香港國際家用紡織品展
香港國際家用紡織品展（Hong Kong Home Textiles Fair）是每年春季由香港貿易發展局主辦的大型家用紡織品專業展覽會，本來附屬於香港家庭用品展，後來於2010年起分拆成獨立展覽會，是貿發局的重點展覽會之一，每年4月於香港會議展覽中心舉行，目前是亞洲其中一個大型的同類展覽。